# 社会福祉法人
社会福祉法人（しゃかいふくしほうじん）とは、社会福祉事業を行うことを目的として、社会福祉法の定めるところにより設立された社会福祉法第22条で定義される公益法人をいう。法人税上では公益法人等に当たる。
2023年度（令和5年度）末時点で、社会福祉法人数は21,079法人である。また、社会福祉連携推進法人は21法人となっている。
社会福祉法人の略記は一般的には「（福）」、銀行口座のカナ略称には「（フク）」が使われる。

## 事業
障害者や高齢者などを対象とした各種福祉施設や保育園、さらには病院や診療所などの医療機関の運営主体となる。また介護福祉士や保育士を養成する専修学校を運営している法人も存在し、同一法人内の福祉施設との連携を特徴としていることがある。
第1種社会福祉事業を行えるのは、政府機関以外では社会福祉法人と日本赤十字社に限られている。

## 税制
事業の性格から、収益事業と看做されない事業については法人所得税・法人地方住民税・事業税・消費税・固定資産税は原則非課税となっている 。しかし、2014年（平成26年）5月の政府税制調査会の「法人課税DG（ディスカッション・グループ）」では、民業（営利法人）圧迫とならないよう課税するべきという意見が相次いだため物議を醸しており（法人減税を行えば投資が促され市場参入が活発化するという、同調査会DGの主張に全く逆行する参入動向が見られることへの当てつけではないかという見方もある）、今後の動静が注目されている。